# Janiodes pauperata
Janiodes pauperata är en fjärilsart som beskrevs av Embrik Strand 1912. Janiodes pauperata ingår i släktet Janiodes och familjen påfågelsspinnare. Inga underarter finns listade i Catalogue of Life.